# Signor Formica
Signor Formica ist eine Novelle von E. T. A. Hoffmann, die im siebten Abschnitt des vierten Bandes der Sammlung Die Serapionsbrüder im Jahr 1821 bei G. Reimer in Berlin erschien. Die Niederschrift der im Stil der Commedia dell’arte des Carlo Gozzi vorgetragenen Foppereien war Ende März 1819 beendet worden. Im Herbst desselben Jahres war die Hommage an Boccaccio bereits im Taschenbuch zum geselligen Vergnügen auf das Jahr 1820 bei Johann Friedrich Gleditsch in Leipzig vorab publiziert worden.

## Resümee
Konrad Schwenck schreibt nach dem Erscheinen der römisch-florentinischen Malergeschichte: „Salvator Rosa... hilft dem jungen Maler Antonio, den alten Gecken Pasquale Capuzzi, der seine schöne Nichte Marianna selbst heirathen will, um dieselbe prellen.“

## Handlung
Der berühmte Maler Salvator Rosa kommt nach Rom und wird von einer gefährlichen Krankheit befallen. Was ihm in dieser Krankheit begegnet.
Aus Neapel kommend, ist Salvator auf der Suche nach einer Unterkunft bei der verarmten Witwe Signora Caterina in der Straße Bergognona untergekommen. Nun liegt der bekannte Maler mit hohem Fieber danieder. Der berühmte Doktor Signor Splendiano Accoramboni wird herbeigerufen. Dieser Gemälde-Liebhaber trägt so etwas wie den Obelisken vom Petersplatz auf dem Kopfe und heißt deshalb auch Pyramiden-Doktor. Da kein Geld im Hause ist, verspricht Signora Caterina dem Pyramiden-Doktor ein nicht vorhandenes Gemälde des Kranken als Honorar. Weil der Doktor wie ein Quacksalber kuriert, trennt sich der Maler von ihm und nimmt die bewährten Dienste eines heilkundigen Paters in Anspruch. Letzterer ruft noch den jungen Wundarzt und Barbier Antonio Scacciati. Dieser erweist sich als ein Verehrer des Malers.
Antonio Scacciati kommt durch Salvator Rosa's Vermittlung zu hohen Ehren. Er entdeckt die Ursache seiner fortdauernden Betrübnis dem Salvator, der ihn tröstet und zu helfen verspricht.
Der Wundarzt möchte den Beruf an den Nagel hängen und sich ganz der Malerei widmen. Er sei ein Schüler Annibals und Renis. Von dem nachdenklichen Preti sei er vor Nachahmerei gewarnt worden. Salvator lässt sich in Antonios Werkstatt führen und erkennt dort das Talent des wesentlich Jüngeren. Antonio habe bereits die Mitglieder der Akademie San Luca, als da wären, Tiarini, Gessi, Sementa und Lanfranco, übertroffen. Doch Salvator warnt vor den Intrigen der Maler untereinander; nennt Domenichino als eines der Opfer. Missgünstige Bösewichter – wie Belisario und Ribera – hätten Domenichino um die Früchte seiner Arbeit betrogen. Als Antonio das Porträt einer Magdalena als sein bestes Werk vorzeigt, durchschaut Salvator den Kollegen. Dieser ist in sein Modell verliebt. Salvator nimmt das Kunstwerk an sich und verhilft dem jungen Künstler zum verdienten Ruhm, indem er es den Akademikern von San Luca als das Werk eines früh verstorbenen jungen Malers präsentiert. Selbst der sonst kritische Ritter Josepin ist des Lobes voll. Ganz Rom pilgert zu dem wunderbaren Gemälde. Auch als Salvator den Wundarzt als Schöpfer des Kunstwerks preisgibt, kommen die Akademiker nicht umhin: Antonio wird Mitglied der Akademie. Der Hochgeehrte wird nicht froh. Wie gern möchte er sein Magdalena-Modell, die 16-jährige Waise Marianna, zur Frau. Doch ihr Onkel, der steinreiche Signor Pasquale Capuzzi di Senigaglia, ein schmutziger, dürrer Geizhals und ausgemachter Geck, gibt sie nicht her. Der Alte, der sich für einen der bedeutendsten Opern-Komponisten und Sänger Italiens hält, möchte das junge Mädchen selbst ehelichen. Einem dahergelaufenen Wundarzt, Sohn eines armseligen Bartkratzers, gibt er seinen Schatz auf gar keinen Fall. Und überhaupt; Signor Capuzzi ist sehr zornig, hat doch dieser Bartputzer seine Marianna gekonterfeit, dass das Porträt des Mädchens von ganz Rom mit gierigen, lüsternen Blicken beleidigt wurde.
Signor Pasquale Capuzzi erscheint in Salvator Rosa's Wohnung. Was sich dabei begibt. Listiger Streich, den Rosa und Scacciati ausführen und dessen Folgen.
Der alte Capuzzi duldet keinen anderen Mann in Mariannas Nähe. Also muss der Zwerg Pitichinaccio in Frauenkleidern Zofendienste bei Marianna verrichten. Dafür wird der Kleine von Capuzzi beschenkt und abends auf Händen nach Hause getragen.
Capuzzi sucht Salvator auf, weil er ihm ein altersschwaches Spinett verkaufen möchte. Es kommt zu dem Geschäft. Allerdings muss sich Salvator fast zwei Stunden lang „gräulichste Rezitative“ und „höllische Arien“ aus Francesco Cavallis letzter Oper anhören.
In der darauf folgenden Nacht lassen Salvator und Antonio den alten Capuzzi, als er wiederum Pitichinaccio heimträgt, von einem „besoffenen Kerl“ zusammenschlagen und sind alsbald hilfreich zur Stelle. Der Wundarzt Antonio versorgt Capuzzi in Salvators Wohnung. Später dann, als Salvator den Kranken nach Hause tragen lässt, verstehen sich Marianna und Antonio mit wenigen Blicken. Salvator wird von Mariannas Schönheit überrascht. Er will sie Capuzzi unbedingt entreißen.
Neuer Anschlag, den Salvator Rosa und Antonio Scacciati wider den Signor Pasquale Capuzzi und wider seine Gesellschaft ausführen, und was sich darauf weiter begibt.
Die Prügel ist ohne Folgen geblieben. Capuzzi hat sich nichts gebrochen und „nicht ein Knöchelchen verrenkt“. Marianna heuchelt dennoch Anteilnahme und Besorgnis. Daraufhin hat die Schöne bei dem Alten einen Wunsch frei. Sogleich möchte sie das „kleine Budentheater“ des Nicolo Musso vor der Porta del Popolo aufsuchen, um das Possenspiel des Signor Formica zu erleben. Als Salvator und Antonio von dem beabsichtigten Theaterbesuch erfahren, sehen sie eine Gelegenheit. Auf dem Nachhauseweg wollen sie dem „niederträchtigen Capuzzi“ die schöne Marianne entreißen. Es kommt zum Kampf. Capuzzi behält seinen Schatz. Antonio, der beim nächtlichen Straßenkampf eine Stichverletzung davongetragen hat, will nun in Capuzzis Haus eindringen und seine Marianna entführen. Salvator rät ab und überredet Antonio zum nächsten Streich.  Antonio soll Marianna während einer Aufführung im Theater vor der Porta del Popolo entführen.
Neuer Unfall, der den Signor Pasquale Capuzzi betrifft. Antonio Scacciati führt einen Anschlag im Theater des Nicolo Musso glücklich aus und flüchtet nach Florenz.
Nicolo Musso steckt mit Salvator unter einer Decke. Der Theaterdirektor sucht Capuzzi auf und schlägt den eitlen alten Komponisten vor, er möge sein Haus aufsuchen. Signor Formica werde einige seiner Arien singen. Capuzzi kann nicht widerstehen.
Während der Theateraufführung dann wird Capuzzi von Signor Formica gleichsam ein Spiegel vorgehalten. Der falsche Capuzzi auf der Bühne verspricht, er wolle seine liebe Nichte Marianna dem braven jungen Antonio Scacciati zur Frau geben. Das ist dem wirklichen Capuzzi unter den Zuschauern doch zu viel. Der alte Mann springt auf die Bühne und dringt mit gezogenem Degen vor. Capuzzi wird von einem Offizier der päpstlichen Garde verhaftet. Antonio und Marianna gelingt die Flucht nach Florenz.
Salvator Rosa verläßt Rom und begibt sich nach Florenz. Beschluß der Geschichte.
Wie geht es weiter? Pitichinaccio erstickt an einem Mandelkern. Der Pyramiden-Doktor bringt sich versehentlich durch einen Schreibfehler auf einem Rezept gegen das eigene Unwohlsein um. Salvator geht an die Accademia dei Percossi. Dort in Florenz begegnet er Evangelista Toricelli, Valerio Chimentelli, Battista Ricciardi, Andrea Cavalcanti, Pietro Salvati, Filippo Apolloni, Volumnio Bandelli und Francesco Rovai. Sowohl Marianna als auch Salvator wollen sich mit Capuzzi versöhnen. Das gelingt während einer weiteren Theateraufführung; diesmal privat inmitten der genannten Künstler und Gelehrten in Florenz.
Capuzzi war mit einem Haftbefehl gegen Antonio, den Entführer seiner heißgeliebten Nichte, angereist. Gern war der Alte der ehrenvollen Einladung der Accademia dei Percossi gefolgt. Die Aufführung – wiederum tritt ein Capuzzi oben auf und einer sitzt unten im Publikum – beginnt für Capuzzi mit einem Ärgernis.
Der verhasste Signor Formica tritt auf. Schließlich besänftigen die Akademiker den „vortrefflichen Künstler“. Am Novellen-Ende erweist sich Signor Formica als Salvator Rosa.
Das Happy End: Capuzzi verzichtet einsichtig auf Marianna. Er verbringt den Rest seiner Tage bei Antonio und Marianna. Der Alte übergibt der Ehefrau ihr elterliches Erbe als Brautschatz.

## Rezeption
- Anno 1820 bemängelt der Rezensent im Hermes die „grellen Farben“[11].
- Der römischen Kunstfeindlichkeit stelle E. T. A. Hoffmann die „toskanische Künstler-Utopia“[12] Florenz gegenüber.
- Der Autor warne vor der Ehe[13] und komme dem Leser mit mediterranem Flair entgegen[14].
- Kaiser geht auf autobiografische Bezüge ein und lobt „Bildlichkeit“ sowie „Situationskomik“.[15] Kaiser[16] nennt Arbeiten von Köhn (1966), Helmut Feldmann (Köln 1971) und Gerd Hemmerich (1982). Segebrecht[17] nennt noch Beate Dreike (1990) und Matteo Galli (Heidelberg 2002).
- Der Doktor Splendiano Accoramboni sei eine von E. T. A. Hoffmanns Ärztekarikaturen.[18]
- Details finden sich bei Segebrecht.[19] Der Autor habe den 4. Band von Jagemanns Magazin der italienischen Literatur und Künste (1780–1785)[20] und d’Argenvilles Leben der berühmten Maler (Leipzig 1767) verwendet. E. T. A. Hoffmann stelle das Theater als „Besserungsanstalt“[21] dar. Gemeint ist das „Spiel des Lebens“ und das „Spiel auf dem Theater“, zweimal vorexerziert anhand der Figur des Capuzzi.[22]

### Die Erstausgabe in den Serapionsbrüdern
- Signor Formica. Eine Novelle. In: Die Serapionsbrüder. Gesammelte Erzählungen und Mährchen. Herausgegeben von E. T. A. Hoffmann. Vierter Band. Berlin 1821. Gedruckt und verlegt bei G. Reimer. 587 Seiten.[23]

### Verwendete Ausgabe
- E. T. A. Hoffmann: Signor Formica. Eine Novelle. S. 922–1011 in: Wulf Segebrecht (Hrsg.): E. T. A. Hoffmann: Die Serapions-Brüder. Deutscher Klassiker Verlag im Taschenbuch. Bd. 28. Frankfurt am Main 2008, ISBN 978-3-618-68028-4 (entspricht: Bd. 4 in: Wulf Segebrecht (Hrsg.): E. T. A. Hoffmann: Sämtliche Werke in sieben Bänden, Frankfurt am Main 2001).

### Sekundärliteratur
- Peter von Matt: Die Augen der Automaten. E. T. A. Hoffmanns Imaginationslehre als Prinzip seiner Erzählkunst. Max Niemeyer Verlag, Tübingen 1971, ISBN 3-484-18018-8.
- Rüdiger Safranski: E. T. A. Hoffmann. Das Leben eines skeptischen Phantasten. 2. Auflage. Fischer-Taschenbuch-Verlag, Frankfurt am Main 2001 (1. Aufl. 1984), ISBN 3-596-14301-2.
- Gerhard R. Kaiser: E. T. A. Hoffmann. Metzler, Stuttgart 1988, ISBN 3-476-10243-2. (Sammlung Metzler; 243; Realien zur Literatur.)
- Helmut de Boor, Richard Newald: Geschichte der deutschen Literatur von den Anfängen bis zur Gegenwart. Band 7: Gerhard Schulz: Die deutsche Literatur zwischen Französischer Revolution und Restauration. Teil 2: Das Zeitalter der Napoleonischen Kriege und der Restauration. 1806–1830. Beck, München 1989, ISBN 3-406-09399-X.